# 夢見野站

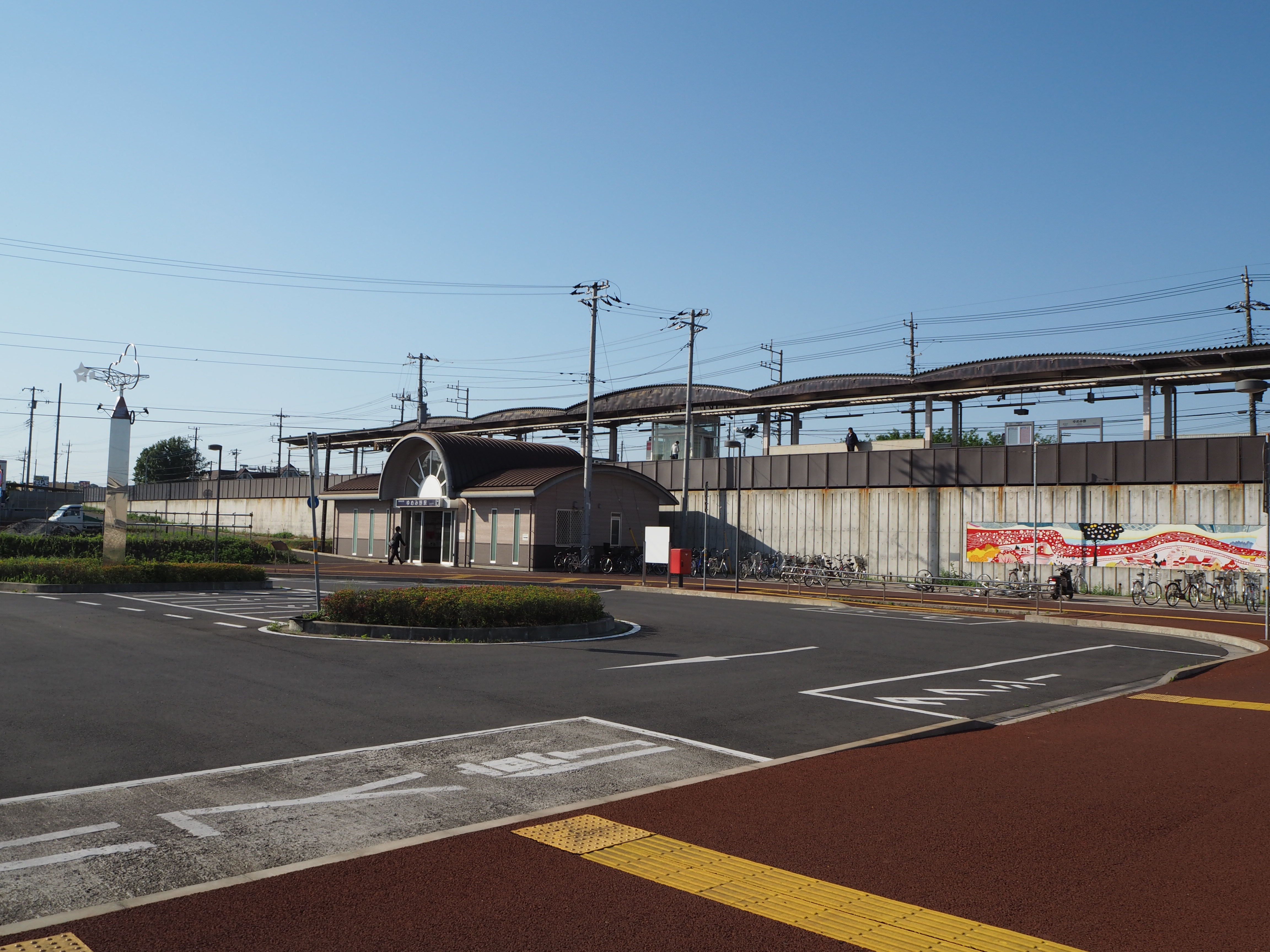
車站大樓和月台（2016年5月）

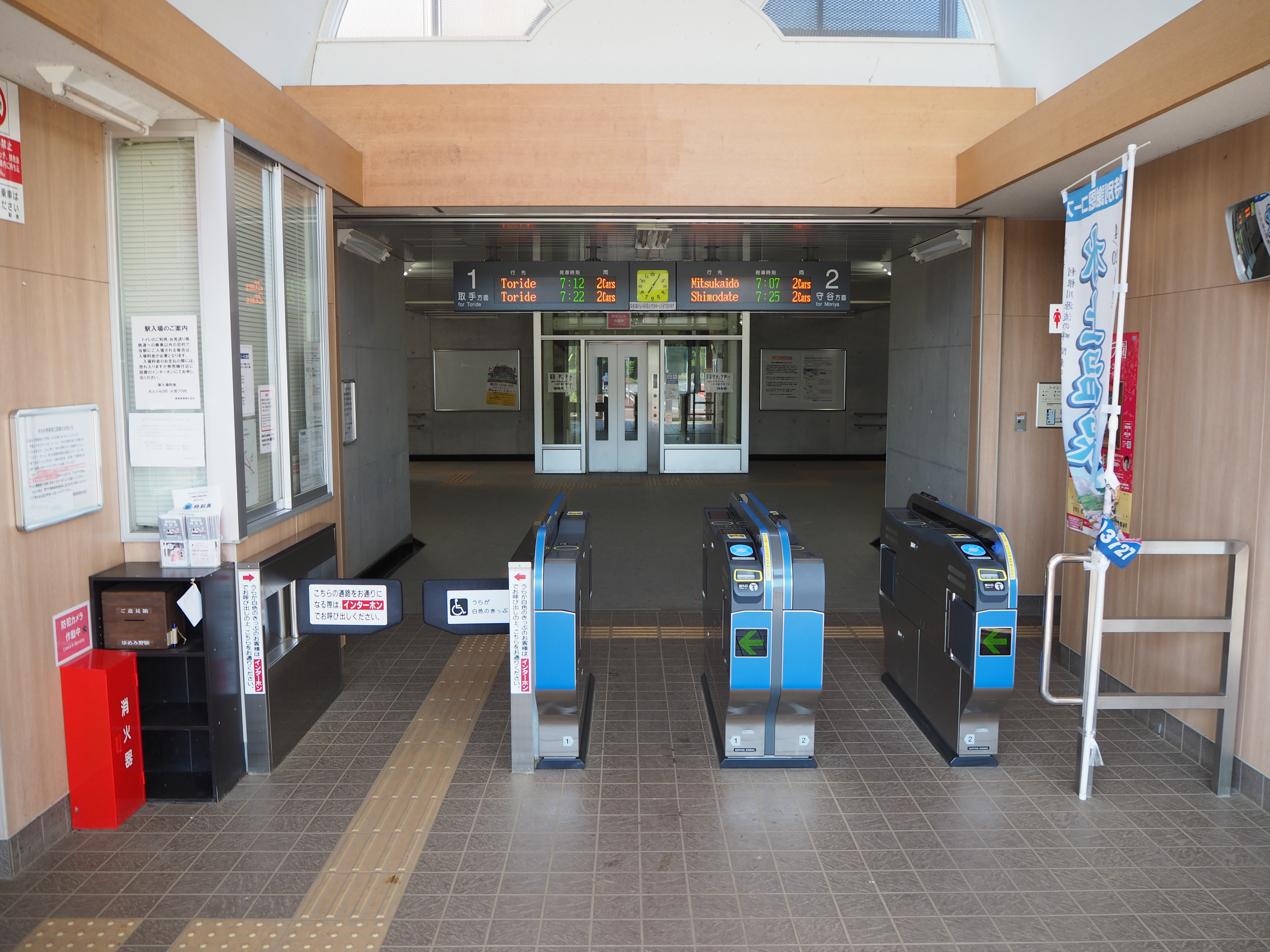
閘口（2016年5月）

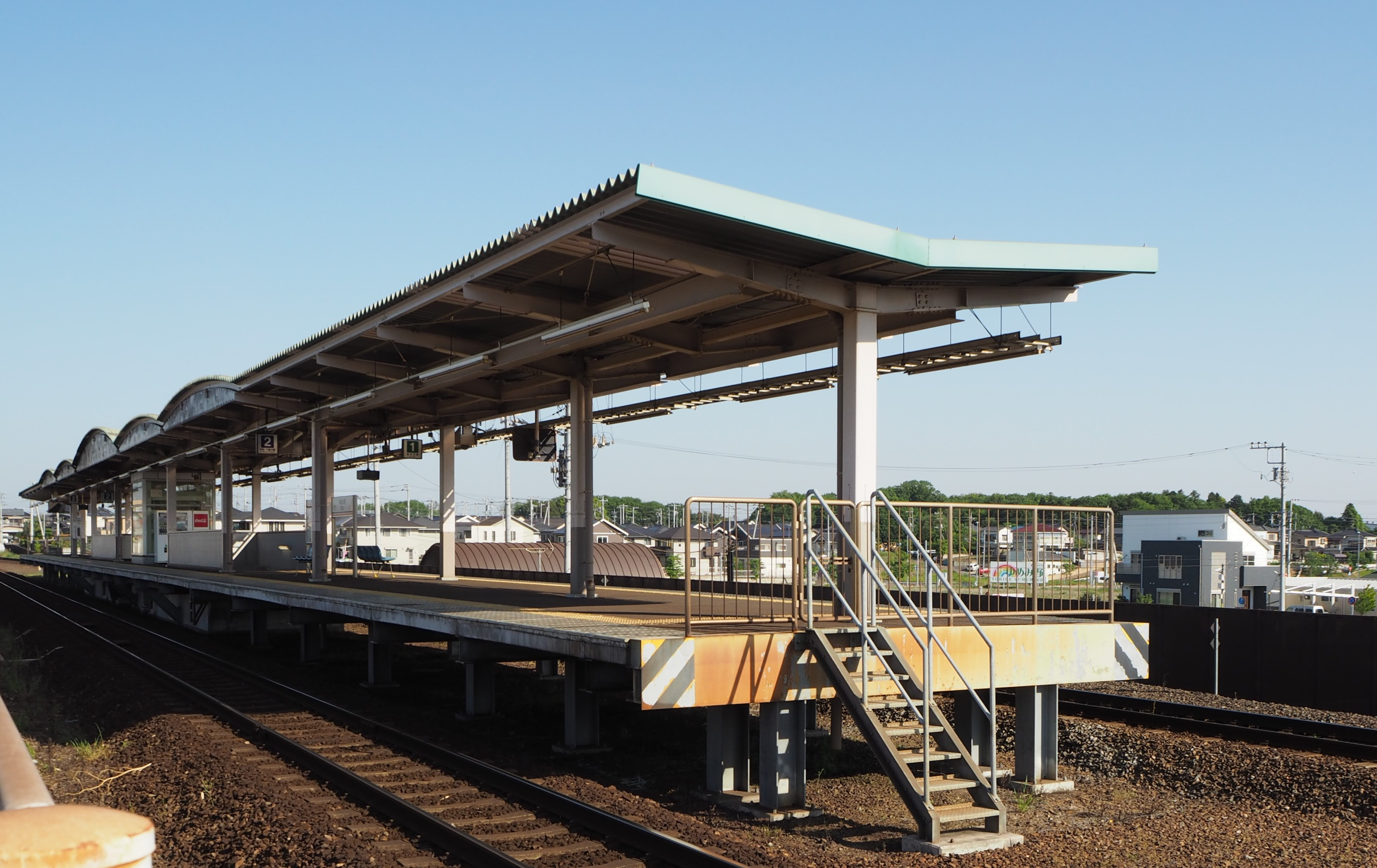
月台（2016年5月）

夢見野站（日语：／ Yumemino eki */?）是位於茨城縣取手市夢見野一丁目7番1號，關東鐵道的常總線車站。

## 概要
車站位於取手市。在2011年（平成23年）3月12日，車站啟用。為關東鐵道中最新車站。

### 在此站行走的運行形態
- 上行（寺原、取手方向）
  - 日間每小時設有4班普通列車（前往取手）停靠[4]。
- 下行（守谷、小絹、水海道、下妻、下館方向）
  - 日間每小時設有4班普通列車（前往下館或水海道）停靠。部分時段前往下館的列車需要在水海道站轉乘列車[注釋 1]，晚間設有前往下妻的班次[4]。

## 歷史
車站是在距離取手站4.5公里（約8分鐘）、守谷站5.1公里（約9分鐘）地點的常總新城取手夢見野地區（舊稱:高井之里）進行工程同時新設此站
- 2009年（平成21年）4月25日 - 決定車站名稱。
- 2011年（平成23年）3月12日 - 車站啟用[1]。
  - 在車站啟用前日3月11日發生東北地方太平洋近海地震（東日本大震災），使開幕活動中止舉行。此站首班列車，取手至水海道之間的列車在黃昏才出發。
- 2013年（平成25年）2月16日 - 成為全日無人車站[5]。

## 車站構造
此站是地面車站，設有1面2線的島式月台。車站大樓位於北邊，為半地下結構。車站月台只可容納4卡車廂，與其他常總線車站的可容納5卡車廂相異。

### 月台
| 月台 | 路線    | 方向                   |
| ---- | ------- | ---------------------- |
| 1    | ■常總線 | 取手方向               |
| 2    | ■常總線 | 守谷、水海道、下館方向 |

## 使用狀況
以下為乘降人次變化列表。
| 年度   | 1日平均 乘車人次 | 1日平均 上下車人次 |
| ------ | ---------------- | ------------------ |
| 2011年 | 370              | 730                |
| 2012年 | 488              | 962                |
| 2013年 | 567              | 1,116              |
| 2014年 | 588              | 1,175              |
| 2015年 | 634              | 1,280              |
| 2016年 | 731              | 1,474              |
| 2017年 | 810              | 1,646              |
| 2018年 | 926              | 1,882              |
| 2019年 |                  | 1,847              |

## 車站周邊
車站北邊為常總新城取手夢見野，北邊設有車站入口和迴旋路。車站南邊鄰接國道294號。另外，車站北邊和南邊設有行人通道。

### 北側
- 常總新城（日语：常総ニュータウン）取手夢見野地區
- 取手市立高井小學
- 取手市立永山小學
- 取手市立永山中學

### 南側
- 國道294號（日语：国道294号）
- 取手北相馬保健醫療中心醫師會醫院
- 取手綠色體育中心

## 巴士路線
在車站南邊國道294號上設有「野之井十字路」巴士站
| 乘車處            | 系統                                   | 主要途經                                               | 目的地       | 巴士公司                   | 備註 |
| ----------------- | -------------------------------------- | ------------------------------------------------------ | ------------ | -------------------------- | ---- |
|                   | [2]中央循環西路線                      |                                                        | 綠色體育中心 | 取手市社區巴士（Koto巴士） |      |
| [3]西部路線       | 綠色體育中心、稻戶井站入口             | 戶頭站                                                 |              | 取手市社區巴士（Koto巴士） |      |
|                   | [2]中央循環西路線                      | 新取手站、取手市政廳、JA取手綜合醫療中心、取手站東出口 | 綠色體育中心 | 取手市社區巴士（Koto巴士） |      |
| [3]西部路線       | 新取手站、取手市政廳                   | 取手站東出口                                           |              | 取手市社區巴士（Koto巴士） |      |
| [2]中央循環西路線 | 江戶川學園前、取手站西出口、取手市政廳 | 綠色體育中心                                           |              | 取手市社區巴士（Koto巴士） |      |

## 相鄰車站
關東鐵道
■常總線
普通、快速
新取手－夢見野－稻戶井

## 注腳

## 外部連結
- 夢見野站 | 車站案內 （页面存档备份，存于）（日語） - 關東鐵道